# Navadni šnjur
Navadni šnjur (znanstveno ime Trachurus trachurus) je morska riba iz družine trnobokov.

## Opis
Navadni šnjur ima podolgovato, bočno rahlo stisnjeno telo sivo modre barve, ki na bokih prehaja v sivo, na trebuhu pa v belo barvo. Na prvi pogled je malce podoben skuši ali lokardi. Značilne zanj so mrežaste črte, ki segajo od škržnega poklopca vse do repa. Ta črta je sestavljena iz ostrih ščitastih lusk, ki na repu sestavljajo močan bočni gredelj. Kot vse pelaške ribe živi tudi navadni šnjur v jatah na odprtem morju, predvsem veliki šnjuri pa se spustijo tudi globlje na dno. Osnovna hrana manjših rib je plankton, odrasle ribe pa se hranijo tudi z manjšimi ribami, glavonožci in raznimi talnimi živalmi. Majhni šnjuri se pogosto zatečejo pod klobuke velikih meduz, kjer najdejo zatočišče pred plenilci, pobirajo pa tudi ostanke meduzinega plena.

## Razširjenost in uporabnost
Vrsta je razširjena po severovzhodnem Atlantiku od Islandije do obal Senegala. Dokaj pogosta vrsta je tudi v Sredozemlju, vključno z Jadranskim morjem, bolj redka pa v Črnem morju. 
Šnjure lovijo vse leto z globinskimi vlečnimi mrežami. Meso je nekoliko rdečkasto in suho, zato ga največ pripravljajo na žaru in v brodetu. Predstavlja pomembno gospodarsko vrsto.